# Club Sport Marítimo
El Club Sport Marítimo es un club deportivo portugués con sede en Funchal, Madeira. Fue oficialmente fundado el 20 de septiembre de 1910 como club de fútbol, su sección más representativa en la actualidad, y a partir de la temporada 2023-24 participa en la Segunda Liga, la segunda categoría del Fútbol en Portugal.
El Marítimo cuenta en su palmarés con 35 títulos regionales de Madeira y un torneo nacional, el Campeonato de Portugal de 1926. Por razones logísticas no pudo ingresar en el sistema de ligas portugués hasta 1973, consiguiendo debutar en Primera División en la temporada 1977/78. Desde 1985/86 se ha mantenido en la élite de forma ininterrumpida.
Además del fútbol, cuenta con una decena de secciones entre las cuales destacan el voleibol, balonmano, baloncesto, atletismo y hockey sobre patines.

## Historia
El Club Sport Marítimo fue fundado el 20 de septiembre de 1910 por Cândido Fernandes de Gouveia. La entidad adoptó los colores rojo y verde de la bandera republicana de Portugal para distinguirse de la otra entidad existente, el Club Sports da Madeira, que utilizaba el blanco y azul de una monarquía que sería derrocada el 5 de octubre del mismo año. La palabra «Marítimo» hace referencia al origen de los primeros futbolistas, en su mayoría pescadores y estibadores del puerto de Funchal.
El nuevo equipo fue uno de los fundadores y primer vencedor del Campeonato de Madeira 1916/17, el cual dominaría por completo en posteriores ediciones. Con la creación del Campeonato Nacional de Portugal en 1921, disputado entre los ganadores de cada federación regional, el Marítimo asumiría la representación madeirense en 13 de las 17 ediciones disputadas hasta la reconversión en Copa de Portugal de 1938. Su mayor logro fue la conquista de la edición de 1925/26, tras derrotar al Oporto (7-1) y Os Belenenses (2-0) en la fase final.

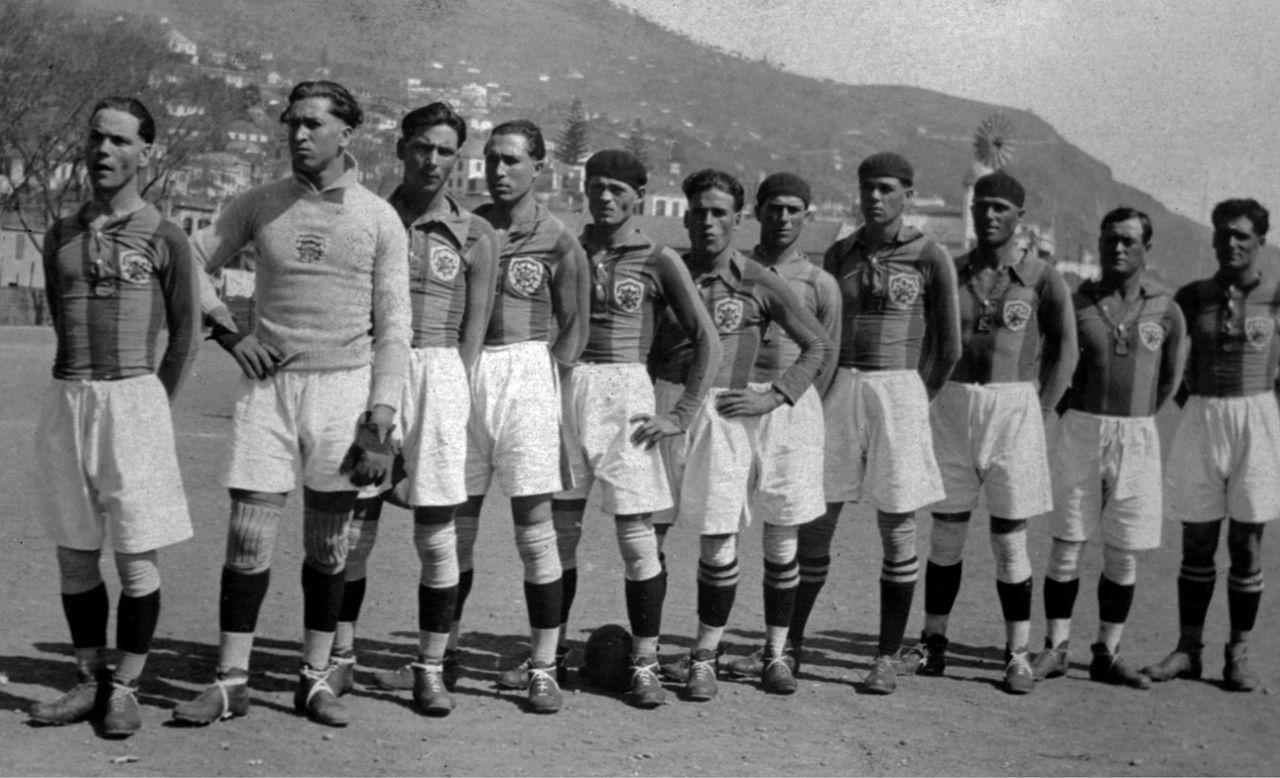
Plantel del Marítimo que ganaría el Campeonato de Portugal de 1926.

Los problemas llegaron con la creación del sistema de ligas portugués en 1934, pues los clubes insulares (Madeira y Azores) quedaban excluidos de la Liga y de la Copa por razones logísticas. Las apariciones del Marítimo se limitaron al Campeonato de Madeira, en el que obtendría 21 títulos más, y a una gira por las colonias portuguesas en 1950. Sin embargo, no pudo enfrentarse a clubes de la Portugal continental hasta la década de 1960, mediante invitación a la Copa de Portugal.
Finalmente, la Federación Portuguesa de Fútbol (FPF) acordó con la Asociación de Madeira que el campeón regional de 1972/73 accedería al sistema de ligas portugués. Y dado que el Marítimo fue el ganador por trigésimoquinta vez, pudo inscribirse en la temporada 1973/74 de Segunda División nacional.

### Liga de Portugal
El Marítimo ha sido el primer equipo de Madeira que ha podido acceder al sistema de ligas portugués, así que sus inicios resultaron complicados y se centraron especialmente en profesionalizar la institución. En su primera experiencia, la FPF le obligó a pagar los gastos de transporte de sus adversarios, algo que más tarde asumiría el organismo. Cuatro años después del ingreso, los verdirojos ascendieron a Primera División y debutaron en la temporada 1977/78 con un duodécimo lugar. A pesar de sufrir dos descensos al comenzar los años 1980, el club regresó a la máxima categoría de forma definitiva en 1985/86.
La llegada en 1990 del entrenador brasileño Paulo Autuori supuso un revulsivo para el equipo. Con un estilo de juego vistoso y goleador, el Marítimo finalizó en quinta posición durante dos años consecutivos (1992/93 y 1993/94) y se convirtió en el primer equipo de Madeira en disputar competiciones europeas gracias a su debut en la Copa de la UEFA 1993/94. Además disputaría la final de la Copa de Portugal de 1995, saldada con derrota frente al Sporting de Lisboa (2-0).
Con la llegada del siglo XXI el Marítimo asumió la compra y renovación del vetusto campo municipal, el Estadio dos Barreiros, que reconvirtió en el Estadio del Marítimo en diciembre de 2016. A nivel doméstico ha logrado mantenerse en la zona alta de la tabla sin llegar a cuestionar el dominio de los clubes lisboetas, mientras que a nivel europeo su mayor hazaña fue alcanzar la fase de grupos de la Liga Europa de la UEFA 2012/13.

## Estadio

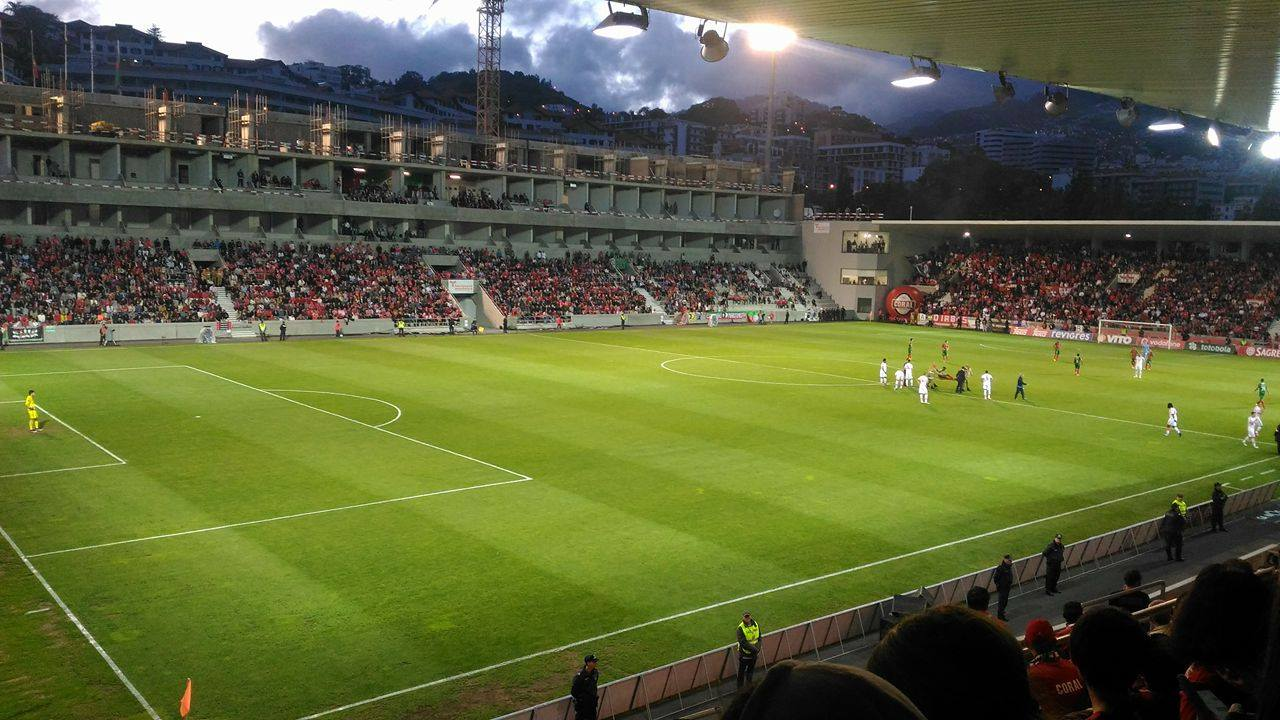
Interior del Estadio del Marítimo.

El Club Sport Marítimo juega como local en el Estadio del Marítimo, con capacidad para 10.600 espectadores. Está localizado en la freguesia de São Martinho, a solo dos kilómetros del puerto de Funchal.
Las obras de construcción comenzaron en 2009, se dividieron en dos fases y no concluyeron hasta diciembre de 2016, con un coste total de 25 millones de euros asumido entre el club y el gobierno autonómico. A cambio, el equipo verdirojo es el único que puede utilizarlo.
La instalación está construida sobre el vetusto Estadio dos Barreiros, que durante mucho tiempo fue el único campo de fútbol profesional en Madeira. Si bien se juega al fútbol en esos terrenos desde 1923, no fue hasta 1957 cuando las autoridades regionales inauguraron un estadio multiusos compartido con Nacional y União de Madeira, hoy con sus propias canchas. La pista de atletismo que rodeaba el césped ha sido eliminada en la reconstrucción.

## Rivalidad
El Marítimo disputa el llamado «Derbi de Funchal» ante el Clube Desportivo Nacional, con quien suele coincidir en Primera División. Dentro del fútbol madeirense, el Marítimo ha sido el principal dominador por número de títulos, participaciones internacionales y masa social. Durante el tiempo que Madeira no formó parte del sistema de ligas portugués, el derbi tradicional era frente al União da Madeira.
Los equipos de Madeira no pudieron participar en la Primera División portuguesa hasta comienzos de los años 1970, por lo que los duelos entre Nacional y União estaban garantizados en el campeonato regional. La rivalidad también tiene un trasfondo político: mientras el Nacional fue visto como un club burgués, el Marítimo estaba vinculado a la clase marítima y a los trabajadores locales. Hoy esas diferencias se han difuminado, pero la competencia permanece.

## Palmarés

### Torneos nacionales
- Campeonato de Portugal (1922-1938) (1): 1925-26.
- Segunda División de Portugal (2):  1976-77, 1981-82.

### Torneos regionales
- Campeonato de Madeira (35): 1916/17; 1917/18; 1921/22; 1922/23; 1923/24; 1924/25; 1925/26; 1926/27; 1928/29; 1929/30; 1930/31; 1932/33; 1935/36; 1939/40; 1940/41; 1944/45; 1945/46; 1946/47; 1947/48; 1948/49; 1949/50; 1950/51; 1951/52; 1952/53; 1953/54; 1954/55; 1955/56; 1957/58; 1965/66; 1966/67; 1967/68; 1969/70; 1970/71; 1971/72; 1972/73
- Copa regional de Madeira (25): 1946/47; 1947/48; 1949/50; 1950/51; 1951/52; 1952/53; 1953/54; 1954/55; 1955/56; 1958/59; 1959/60; 1965/66; 1966/67; 1967/68; 1968/69; 1969/70; 1970/71; 1971/72; 1978/79; 1980/81; 1981/82; 1984/85; 1997/98; 2006/07; 2008/09

## Participación en competiciones europeas
| Temporada | Torneo                 | Ronda            | Club                  | Casa | Visita | Global       |
| --------- | ---------------------- | ---------------- | --------------------- | ---- | ------ | ------------ |
| 1993–94   | Copa de la UEFA        | Primera Ronda    | Royal Antwerp         | 2–2  | 0–2    | 2–4          |
| 1994–95   | Copa de la UEFA        | Primera Ronda    | Aarau                 | 1–0  | 0–0    | 1–0          |
| 1994–95   | Copa de la UEFA        | Segunda Ronda    | Juventus              | 0–1  | 1–2    | 1–3          |
| 1998–99   | Copa de la UEFA        | Primera Ronda    | Leeds United          | 1–0  | 0–1    | 1–1 (1-4 p.) |
| 2001–02   | Copa de la UEFA        | Clasificatoria   | FK Sarajevo           | 1–0  | 1–0    | 2–0          |
| 2001–02   | Copa de la UEFA        | Primera Ronda    | Leeds United          | 1–0  | 0–3    | 1–3          |
| 2004–05   | Copa de la UEFA        | Primera Ronda    | Rangers               | 1–0  | 0–1    | 1–1 (2-4 p.) |
| 2008–09   | Copa de la UEFA        | Primera Ronda    | Valencia              | 0–1  | 1–2    | 1–3          |
| 2010–11   | Liga Europa de la UEFA | Clasificatoria 2 | Sporting Fingal       | 3–2  | 3–2    | 6–4          |
| 2010–11   | Liga Europa de la UEFA | Clasificatoria 3 | Bangor City           | 8–2  | 2–1    | 10–3         |
| 2010–11   | Liga Europa de la UEFA | Play-Off         | BATE Borisov          | 1–2  | 0–3    | 1–5          |
| 2012–13   | Liga Europa de la UEFA | Clasificatoria 3 | Asteras Tripolis      | 0–0  | 1–1    | 1–1 (v.)     |
| 2012–13   | Liga Europa de la UEFA | Play-Off         | Dila Gori             | 1–0  | 2–0    | 3–0          |
| 2012–13   | Liga Europa de la UEFA | Fase de grupos   | Girondins de Bordeaux | 1–1  | 0–1    |              |
| 2012–13   | Liga Europa de la UEFA | Fase de grupos   | Newcastle United      | 0–0  | 1–1    |              |
| 2012–13   | Liga Europa de la UEFA | Fase de grupos   | Brujas                | 2–1  | 0–2    |              |
| 2017–18   | Liga Europa de la UEFA | Clasificatoria 3 | Botev Plovdiv         | 2–0  | 0–0    | 2–0          |
| 2017–18   | Liga Europa de la UEFA | Play-Off         | Dinamo de Kiev        | 0–0  | 1–3    | 1–3          |